# 尊尼·韋健遜
尊尼·韋健遜，OBE（Jonathan Peter Wilkinson，1979年5月25日—）是英格蘭聯合式欖球運動員。他是前英格蘭國家隊成員，目前代表英格蘭上陣65次。效力職業球隊是土倫欖球會。目前是英格蘭國家隊累積得分最多的球員。在2003年世界盃欖球賽決賽，射進關鍵定點球，協助英格蘭奪得第一個世界盃冠軍。他可擔任位置是傳接鋒及內中鋒。2009年因運動場上的成就獲得薩里大學名譽博士學位。

## 幼年
韋健遜出生在英格蘭薩里的弗雷姆勒公園醫院。四歲已經參與欖球運動。中學時代就讀Lord Wandsworth書院，他參與網球、板球及欖球，最後他選擇了欖球。1997年成為了Lord Wandsworth XI隊隊長。
韋健遜在十六歲已經累積了國家隊的經驗，以16歲或以下代表參與英格蘭對澳洲的比賽。1997年代表英格蘭在澳洲比賽，只比賽5場，取得94分。
他在學校被獵鷹隊教練Steve Bates發掘，加盟了獵鷹隊。

## 職業球員生涯

### 2000年及以前
韋健遜以內中鋒開始他的職業球員生涯。他加盟獵鷹隊的第一個球員，成功協助球隊奪得超級聯賽冠軍。韋健遜的第一場國際賽是在1998年4月18日愛爾蘭的Twickenham對蘇格蘭亮相。
1999年五國錦標賽中，韋健遜在所有比賽中以正選亮相。此外亦參加1999年世界盃欖球賽，對意大利的比賽，取得一次達陣及以定點球射進32分，以67-7大敗對手。最後四強對南非隊沒有上陣，以21-44敗於對手。教練Woodward認為收起韋健遜是正確的。2000年繼續代表英格在六國錦標賽上陣。

### 2001年-2002年
2001年的六國錦標賽對威爾斯比賽，個人取得最高分數35分。接著為獵鷹隊贏得Powergen Cup。2002年未更協助英格蘭以53-3擊敗南非。

### 2003年
2003年六國錦標賽中，英格蘭首先擊敗法國隊。然後擊敗威爾斯、意大利及蘇格蘭。對意大利的比賽中，因Martin Johnson無法上陣，韋健遜首次被任命為隊長。最後一場在Lansdowne Road對愛爾蘭以42-6擊敗對手，成功取得「大滿貫」。
在六國錦標賽後，英格蘭隊與澳洲及紐西蘭隊比賽。6月14日對紐西蘭的比賽，他包辦了15分，以15-13擊敗對手。一個星期後，以25-14擊敗澳洲。9月，以45-14擊敗法國，他取得當中的18分。
2003年所舉行的世界盃欖球賽中，分組賽率先擊敗格魯吉亞隊，他取得16分。接著對南非的比賽，在英格蘭當中的25分包辦了20分，以25-6擊敗南非隊。接著以35-22擊敗薩摩亞。最後一場擊敗烏拉圭隊的比賽，韋健遜沒有上陣。最後英格蘭在D組以首名出線。
八強對威爾斯的比賽中，個人包辦了23分，以28-15擊敗對手。在四強比賽中，以24-7擊敗法國隊，他包辦了所有得分。決賽面對澳洲隊。法定時間以17-17打成平手，進入延長賽。在剩下26秒，韋健遜射進了定點球，以20-17擊敗對手，協助英格蘭奪得第一個世界盃冠軍。
2003年他被國家廣播公司選為年度風雲體育人物（BBC Sports Personality of the Year）。

### 2004年-2005年
因為肩傷的關係，他錯過了六國錦標賽以及澳洲和紐西蘭的比賽。2004年10月4日被英格蘭隊點名為隊長。不過卻發現血腫，其位置由Jason Robinson所代替。2005年膝傷的關係錯過了對法國球隊USA Perpignan的比賽。2005年3月18日再次膝傷。
自2003年起首次在國際賽在2005年5月23日於千禧球場對阿根廷上陣，最後以英國愛爾蘭獅25-25與對手打和。不過在八月再次受傷，從獵鷹隊的名單移除。

### 2006-2007年
2月12日對倫敦愛爾蘭人的聯賽中被登錄為後備，但沒有上陣。4月16日對薩爾鯊魚的聯賽中，在下半場被入替，並完成餘下比賽。4月23日在歐洲挑戰杯對倫敦愛爾蘭人出陣最後50分鐘，擊敗了對手。
2006年，被英格蘭教練安迪·羅賓遜登錄為英格蘭2006/2007年成員。
2006年9月在聯賽開始上陣。2007年1月29日，以傳接鋒再次代表英格蘭在國家隊上陣，以42-20擊敗了蘇格蘭隊，奪得加爾各答杯（六國錦標賽英蘇對抗杯賽），他包辦了27分。射進5個罰球、2個額外得分球、1個定點球以及1次達陣。
在夏季的測試賽中，英格蘭先以10-58大敗給南非，他個人取得5分，然後以22-55敗於法國隊，最後一場熱身賽中，韋健遜取得17分，以62-5擊敗威爾斯。

#### 2007年欖球世界盃
韋健遜在集訓期間弄傷了足踝關節，因而錯過了對南非以及美國的比賽。第三場分組賽，對手是薩摩亞，在韋健遜取得22分下，協助英格蘭以44-22擊敗對手。最後一場分組賽，擊敗了東加隊，成功晉身八強。在八強以12-10擊敗澳洲，他更包辦所有得分。在欖球世界杯累積得分更超越蘇格蘭球員Gavin Hastings。在四強戰，韋偉遜在下半場個人包辦了9分以14-9擊敗法國隊。決賽的對手是南非，在法蘭西體育場舉行，最後以9-14負於南非，英格無法衛冕冠軍。比賽中他射進了兩個罰球，但射失了兩球定點球。

### 2008年及09年
在六國錦標賽事，頭四場賽事列為正選，當中對威爾斯比賽取得14分。2008年10月受傷，使他錯過聯賽及國家隊比賽，並由其他球員代替。2009年離開紐卡素獵鷹加盟法國土倫隊，簽署一份為期兩年的合約。在11月7日對澳洲國家隊的賽事復出，之後在紐西蘭及阿根廷賽事上陣，獲得了不錯的表現。

### 近年
韋健遜被徵召2011年六國錦標賽，但在五場比賽中只列為後備。

## 延伸閱讀
- Wilkinson, Jonny, (2001-2002年). Lions and Falcons: My Diary of a Remarkable Year, Headline Book Publishing, ISBN 0-7472-4243-7
- Wilkinson, Jonny, (2004年). My World, Headline Book Publishing, ISBN 0-7472-4276-3)
- Wilkinson, Jonny, (2005年). How to Play Rugby My Way, Headline Book Publishing, ISBN 0-7553-1337-2

## 外部連結
- 英格蘭國家隊資料